# Forma quadratica
In matematica una forma quadratica è un polinomio omogeneo di grado 2 in un certo numero di variabili. Ad esempio la distanza tra due punti di uno spazio euclideo tridimensionale è ottenuta dalla radice quadrata di una forma quadratica in 6 variabili, le tre coordinate cartesiane ortogonali di ciascuno dei due punti.
Esempi di forme quadratiche in una, due e tre variabili sono dati da:
{\displaystyle F(x)=ax^{2}}
{\displaystyle F(x,y)=ax^{2}+by^{2}+cxy}
{\displaystyle F(x,y,z)=ax^{2}+by^{2}+cz^{2}+dxy+exz+fyz}
Si osservi che le funzioni quadratiche non sono, in generale, delle forme quadratiche, in quanto non sono polinomi omogenei nelle variabili (tranne casi particolari in cui sono nulli i coefficienti dei termini di grado 1 e 0).

## Definizione
Una forma quadratica {\displaystyle n}-aria su uno spazio vettoriale {\displaystyle V} sul campo {\displaystyle \mathbb {K} } è un polinomio omogeneo di secondo grado in {\displaystyle n} variabili:
{\displaystyle q(\mathbf {v} )=q(v_{1},\dots ,v_{n})=\sum _{1\leq i,j\leq n}a_{ij}v_{i}v_{j},}
dove {\displaystyle n} è la dimensione dello spazio vettoriale, cioè {\displaystyle n=\dim _{\mathbb {K} }V}, l'argomento {\displaystyle \mathbf {v} \in V} è un vettore di componenti {\displaystyle v_{1},\dots ,v_{n}} e gli {\displaystyle a_{ij}\in \mathbb {K} } sono detti coefficienti della forma quadratica, che individuano una matrice simmetrica {\displaystyle A} di ordine {\displaystyle n}.
La forma quadratica è quindi esprimibile anche nella forma:
{\displaystyle q(\mathbf {v} )=\mathbf {v} ^{T}A\mathbf {v} }

## Forma quadratica associata ad una forma bilineare
Sia {\displaystyle V} uno spazio vettoriale sul campo {\displaystyle \mathbb {K} }, sia {\displaystyle b} una forma bilineare su {\displaystyle V}.
Si definisce forma quadratica associata a {\displaystyle b} l'applicazione:
{\displaystyle q:V\longrightarrow \mathbb {K} }
che ad ogni vettore dello spazio vettoriale {\displaystyle \mathbf {v} \in V} associa il numero:
{\displaystyle q(\mathbf {v} )=b(\mathbf {v} ,\mathbf {v} )}
Fissata una base dello spazio, se {\displaystyle \mathbf {x} } è il vettore delle coordinate di {\displaystyle \mathbf {v} } ed {\displaystyle M} la matrice rappresentativa della forma quadratica, si ha:
{\displaystyle q(\mathbf {x} )=\mathbf {x} ^{T}M\mathbf {x} }

### Proprietà
La forma quadratica così definita verifica la seguente proprietà, detta proprietà di polarizzazione:
{\displaystyle {\frac {1}{2}}\left(q(\mathbf {v} +\mathbf {w} )-q(\mathbf {v} )-q(\mathbf {w} )\right)={\frac {1}{2}}(b(\mathbf {v} ,\mathbf {v} )+b(\mathbf {v} ,\mathbf {w} )+b(\mathbf {w} ,\mathbf {v} )+b(\mathbf {w} ,\mathbf {w} )-b(\mathbf {v} ,\mathbf {v} )-b(\mathbf {w} ,\mathbf {w} ))=}
{\displaystyle ={\frac {1}{2}}(b(\mathbf {v} ,\mathbf {w} )+b(\mathbf {w} ,\mathbf {v} ))=f(\mathbf {v} ,\mathbf {w} )}
per {\displaystyle \mathbf {v} ,\mathbf {w} \in V}.
Come si vede, la forma bilineare {\displaystyle f(\mathbf {v} ,\mathbf {w} )} ottenuta applicando la formula sopra è simmetrica per costruzione. Questo fatto fa sì che alcuni autori definiscano le forme quadratiche in maniera meno generale, richiedendo che la forma di partenza {\displaystyle b(\mathbf {v} ,\mathbf {w} )} sia simmetrica. Si può comunque osservare che, data una generica forma {\displaystyle b(\mathbf {v} ,\mathbf {w} )} e la sua simmetrica associata {\displaystyle f(\mathbf {v} ,\mathbf {w} )}, entrambe le forme bilineari generano la stessa forma quadratica. La non biunivocità della relazione tra forme bilineari e forme quadratiche è un fatto generale: è difatti evidente che, presa una forma bilineare simmetrica e sommatole un'altra forma bilineare antisimmetrica, il risultato è ancora una volta una forma bilineare e che tale forma induce ancora una volta la stessa forma quadratica.
Inoltre, chiedendo che la forma bilineare associata sia simmetrica, la relazione tra forme quadratiche e forme bilineari diventa biunivoca: difatti supposto {\displaystyle f(\mathbf {v} ,\mathbf {w} )} e {\displaystyle f'(\mathbf {v} ,\mathbf {w} )} due forme bilineari simmetriche distinte che inducono entrambe:
{\displaystyle q(\mathbf {v} )=f(\mathbf {v} ,\mathbf {v} )=f'(\mathbf {v} ,\mathbf {v} )}
passando per la formula di polarizzazione (e omettendo i passaggi per brevità) si avrà:
{\displaystyle f(\mathbf {v} ,\mathbf {w} )={\frac {1}{2}}\left(q(\mathbf {v} +\mathbf {w} )-q(\mathbf {v} )-q(\mathbf {w} )\right)=f'(\mathbf {v} ,\mathbf {w} )}
La forma quadratica (come suggerito dal nome) non è lineare, infatti dalla definizione mediante forme bilineari si ottiene:
{\displaystyle q(\lambda \mathbf {v} )=f(\lambda \mathbf {v} ,\lambda \mathbf {v} )=\lambda ^{2}f(\mathbf {v} ,\mathbf {v} )=\lambda ^{2}q(\mathbf {v} )}
mentre dalla applicazione della proprietà di polarizzazione si ottiene:
{\displaystyle q(\mathbf {v} +\mathbf {w} )=f(\mathbf {v} +\mathbf {w} ,\mathbf {v} +\mathbf {w} )=f(\mathbf {v} ,\mathbf {v} +\mathbf {w} )+f(\mathbf {w} ,\mathbf {v} +\mathbf {w} )=}
{\displaystyle =f(\mathbf {v} ,\mathbf {v} )+f(\mathbf {v} ,\mathbf {w} )+f(\mathbf {w} ,\mathbf {v} )+f(\mathbf {w} ,\mathbf {w} )=q(\mathbf {v} )+2f(\mathbf {v} ,\mathbf {w} )+q(\mathbf {w} )}
Se si considera un insieme di vettori sul piano cartesiano non è difficile, mediante la formula sopra, far vedere che una generica forma quadratica assume la forma:
{\displaystyle F(x,y)=ax^{2}+by^{2}+2cxy\ }
si vede che essa può esprimersi come:
{\displaystyle q(\mathbf {x} )=\mathbf {x} ^{T}M\mathbf {x} }
con:
{\displaystyle \mathbf {x} =\left[{\begin{matrix}x\\y\end{matrix}}\right]\qquad M=\left[{\begin{matrix}a&c\\c&b\end{matrix}}\right]}
Questa osservazione si generalizza agevolmente alle forme in n variabili e alle matrici simmetriche n×n. Essa si può usare per mostrare che la teoria delle forme quadratiche coincide, come fatto notare precedentemente, con quella delle forme simmetriche bilineari. Questo è consentito dal fatto che il cambiamento di notazioni che collega le due nozioni, con una sola eccezione, non pone alcuna difficoltà: si tratta solo di dimezzare i coefficienti dei binomi relativi a due diverse variabili. Questo si può fare per ogni campo, con l'unica eccezione costituita dai campi di caratteristica 2. Ad esempio, trattare le forme quadratiche reali e trattare le forme bilineari simmetriche (costruite mediante matrici simmetriche) corrisponde ad esaminare lo stesso oggetto da due punti di vista.

### Un fraintendimento comune
La proprietà:
{\displaystyle q(\lambda \mathbf {v} )=\lambda ^{2}q(\mathbf {v} )}
Da sola non è sufficiente ad assicurare che, applicando la formula di polarizzazione, la funzione che si otterrà sia una forma bilineare.
In altri termini non tutte le funzioni che verificano la condizione precedente sono forme quadratiche, ovvero la condizione è necessaria ma non sufficiente.
Un semplice controesempio può essere cercato e trovato in {\displaystyle \mathbb {R} ^{2}} dove, introdotto l'ovvio isomorfismo tra coordinate cartesiane e coordinate polari, si ha che la seguente funzione:
{\displaystyle q'(v)=r^{2}\sin(\theta )}
verifica l'ipotesi di partenza ma che l'ipotetica:
{\displaystyle f'(\mathbf {v} ,\mathbf {w} )={\frac {1}{2}}\left(q'(\mathbf {v} +\mathbf {w} )-q'(\mathbf {v} )-q'(\mathbf {w} )\right)}
non è una forma bilineare, per dimostrarlo basta trovare un controesempio.
Un metodo semplice consiste nel valutare la seguente uguaglianza, che dovrebbe essere necessariamente vera nel caso di forme bilineari, sia verificata o meno. I numeri sono stati scelti ad hoc per facilitare i conti in quanto costituiscono una terna pitagorica.
{\displaystyle 4=(20-16)=(5^{2}(4/5)-3^{2}(0)-4^{2}(1))=f'(\mathbf {3} e_{1},\mathbf {4} e_{2}){\overset {\underset {\mathrm {?} }{}}{=}}f'(\mathbf {4} e_{1},\mathbf {3} e_{2})=}
{\displaystyle =(5^{2}(3/5)-4^{2}(0)-3^{2}(1))=(15-9)=6}
Come si vede la bilinearità non è rispettata.

## Forma quadratica sopra un modulo o uno spazio vettoriale
Sia {\displaystyle V} un modulo sopra un anello commutativo {\displaystyle F}. In particolare, interessa il caso in cui {\displaystyle V} è uno spazio vettoriale sopra un campo {\displaystyle F}.
Una funzione del genere {\displaystyle Q:V\to F} viene detta forma quadratica sopra {\displaystyle V} se:
- {\displaystyle Q(a\mathbf {u} )=a^{2}Q(\mathbf {u} )\qquad \forall a\in F\quad \forall \mathbf {u} \in V}
- L'applicazione:

{\displaystyle B(\mathbf {u} ,\mathbf {v} )=Q(\mathbf {u} +\mathbf {v} )-Q(\mathbf {u} )-Q(\mathbf {v} )}
è una forma bilineare simmetrica su {\displaystyle V}.
{\displaystyle B} viene chiamata forma bilineare associata o polare e che essa (a causa di discrepanze stilistiche tra gli autori) differisce da quella precedentemente presentata per un fattore {\displaystyle {1 \over 2}}. 
Si noti inoltre che per ogni vettore {\displaystyle \mathbf {u} \in V} vale:
{\displaystyle 2Q(\mathbf {u} )=B(\mathbf {u} ,\mathbf {u} )}
e di conseguenza se {\displaystyle 2} è invertibile in {\displaystyle F} (quindi nel caso {\displaystyle F} sia un campo deve avere caratteristica diversa da {\displaystyle 2}) si può ricavare la forma quadratica dalla forma simmetrica bilineare {\displaystyle B} con l'espressione:
{\displaystyle Q(\mathbf {u} )={1 \over 2}B(\mathbf {u} ,\mathbf {u} )}
Quando {\displaystyle 2} è invertibile, questa espressione evidenzia una corrispondenza biunivoca tra forme quadratiche su {\displaystyle V} e forme bilineari simmetriche su {\displaystyle V}. Se {\displaystyle B} è una qualsiasi forma bilineare simmetrica, allora {\displaystyle B(\mathbf {u} ,\mathbf {u} )} è sempre una forma quadratica. Questo fatto talora viene utilizzato per la definizione di una forma quadratica, ma se {\displaystyle 2} non è invertibile questa definizione è insufficiente in quanto non tutte le forme quadratiche possono ottenersi con tale costruzione.
Le forme quadratiche sopra l'anello degli interi sono dette forme quadratiche intere o reticoli interi. Essi svolgono ruoli importanti in teoria dei numeri e in topologia.
Due vettori {\displaystyle \mathbf {u} } e {\displaystyle \mathbf {v} } di {\displaystyle V} sono detti ortogonali per {\displaystyle B} se:
{\displaystyle B(\mathbf {u} ,\mathbf {v} )=0}
Il nucleo della forma bilineare {\displaystyle B} è l'insieme degli elementi di {\displaystyle V} che sono ortogonali a tutti gli elementi di {\displaystyle V}, mentre il nucleo della forma quadratica {\displaystyle Q} è costituito da tutti gli elementi {\displaystyle \mathbf {u} } del nucleo di {\displaystyle B} per i quali {\displaystyle Q(\mathbf {u} )=0}. Se inoltre {\displaystyle B} è invertibile, allora {\displaystyle Q} e la sua forma bilineare associata {\displaystyle B} hanno lo stesso nucleo.
La forma bilineare {\displaystyle B} si dice forma bilineare nonsingolare se il suo nucleo si riduce allo {\displaystyle 0}. La forma quadratica {\displaystyle Q} si dice forma quadratica nonsingolare se il suo nucleo è costituito dal solo {\displaystyle 0}.
Si dice gruppo ortogonale di una forma quadratica nonsingolare {\displaystyle Q} il gruppo degli automorfismi di {\displaystyle V} che preserva la forma {\displaystyle Q}.
Se {\displaystyle V} è libero di rango {\displaystyle n}, si può scrivere una forma bilineare {\displaystyle B} come matrice simmetrica {\displaystyle {\hat {B}}} relativa a qualche base {\displaystyle \{\mathbf {e} _{i}\}} di {\displaystyle V}. Le componenti di questa matrice {\displaystyle {\hat {B}}} sono date da:
{\displaystyle {\hat {B}}_{ij}=B(e_{i},e_{j})}
Se {\displaystyle B} è invertibile, la forma quadratica {\displaystyle Q} è ottenuta da:
{\displaystyle 2Q(u)=\mathbf {u} ^{T}B\mathbf {u} =\sum _{i,j=1}^{n}B_{ij}u^{i}u^{j}}
dove gli {\displaystyle u_{i}} sono i componenti di {\displaystyle \mathbf {u} } in questa base.
Due altre proprietà delle forme quadratiche sono le seguenti.
- {\displaystyle Q} ubbidisce alla legge del parallelogramma:

{\displaystyle Q(u+v)+Q(u-v)=2Q(u)+2Q(v)}
- I vettori {\displaystyle \mathbf {u} } e {\displaystyle \mathbf {v} } sono ortogonali rispetto a {\displaystyle B} se e solo se:

{\displaystyle Q(u+v)=Q(u)+Q(v)}

## Carattere di definizione di una forma quadratica
Si consideri una forma quadratica {\displaystyle Q} definita su uno spazio vettoriale reale {\displaystyle V}. Essa si dice definita positiva se per ogni vettore {\displaystyle v\not =0} di {\displaystyle V} si ha {\displaystyle Q(v)>0}. Si dice invece definita negativa se per ogni vettore {\displaystyle v\not =0} di {\displaystyle V} si ha {\displaystyle Q(v)<0}.
Quando nelle precedenti disuguaglianze si sostituiscono le disuguaglianze strette rispettivamente con {\displaystyle \geq } e con {\displaystyle \leq }, si definiscono la forma quadratica semidefinita positiva e la forma quadratica semidefinita negativa, rispettivamente.

### Criteri di classificazione
In generale una forma quadratica può essere:
- Definita positiva se {\displaystyle \mathbf {x} ^{T}M\mathbf {x} >0} per ogni {\displaystyle \mathbf {x} \neq 0}.
- Definita negativa se {\displaystyle \mathbf {x} ^{T}M\mathbf {x} <0} per ogni {\displaystyle \mathbf {x} \neq 0}.
- Semidefinita positiva se {\displaystyle \mathbf {x} ^{T}M\mathbf {x} \geq 0} per ogni {\displaystyle \mathbf {x} \neq 0}.
- Semidefinita negativa se {\displaystyle \mathbf {x} ^{T}M\mathbf {x} \leq 0} per ogni {\displaystyle \mathbf {x} \neq 0}.
- Indefinita per qualunque altro caso.

Per individuare il segno di una forma quadratica si possono utilizzare i due seguenti teoremi.

#### Primo teorema
Sia {\displaystyle \mathbf {x} ^{T}M\mathbf {x} } una forma quadratica con {\displaystyle M} matrice simmetrica di ordine {\displaystyle n}, allora:
- La forma quadratica è definita positiva se e solo se tutti gli autovalori della matrice {\displaystyle M} sono maggiori di 0.
- La forma quadratica è definita negativa se e solo se tutti gli autovalori della matrice {\displaystyle M} sono minori di 0.
- La forma quadratica è semidefinita positiva, ma non definita positiva, se e solo se tutti gli autovalori della matrice {\displaystyle M} sono maggiori di 0 e ne esiste almeno uno uguale a 0.
- La forma quadratica è semidefinita negativa, ma non definita negativa, se e solo se tutti gli autovalori della matrice {\displaystyle M} sono minori di 0 e ne esiste almeno uno uguale a 0.

#### Secondo teorema
Sia {\displaystyle \mathbf {x} ^{T}M\mathbf {x} } una forma quadratica con {\displaystyle M} matrice simmetrica di ordine {\displaystyle n}, allora:
- La forma quadratica è definita positiva se e solo se tutti i minori principali dominanti hanno determinante maggiore di 0.
- La forma quadratica è definita negativa se e solo se i minori principali dominanti di ordine pari hanno determinante positivo e quelli di ordine dispari lo hanno negativo.
- La forma quadratica è semidefinita positiva se e solo se tutti i minori principali hanno determinante maggiore o uguale a 0.
- La forma quadratica è semidefinita negativa se e solo se i minori principali di ordine pari hanno determinante maggiore o uguali a zero, quelli di ordine dispari lo hanno minore o uguale a zero.
- In tutti gli altri casi è indefinita.

#### Altro metodo
Dal momento che la ricerca degli autovalori non è in generale "semplice", altrettanto valido è il metodo di ridurre con mosse di Gauss, che preservino il determinante, (sommare a righe multipli di altre righe, spostare righe in un numero pari di volte, etc..) per ricondursi a una forma triangolare superiore con zeri sotto la diagonale.
Il prodotto degli elementi della diagonale è il determinante, poi, se tutti gli elementi sono maggiori (risp. minori) di zero allora la forma quadratica associata è definita positiva (risp. negativa); se sono maggiori o uguali (risp. minori o uguali) a zero è semidefinita positiva (risp. semidefinita negativa); indefinita se alcuni elementi lungo la diagonale sono positivi e altri negativi. Ovviamente tutto ciò vale se la matrice di partenza è simmetrica, se non lo è si prende la sua parte simmetrica e si procede.

## Forme isotrope (o degeneri) e forme anisotrope
Una forma quadratica {\displaystyle Q} sullo spazio {\displaystyle V} si dice forma quadratica isotropa (o forma quadratica degenere) quando in {\displaystyle V} si trova un vettore non nullo {\displaystyle v} tale che {\displaystyle Q(v)=0}. In caso contrario si parla di forma quadratica anisotropa (o forma quadratica non degenere).